# Úspenka (Àban)
|  | Per a altres significats, vegeu «Úspenka». |

Úspenka (en rus: Успенка) és un poble del krai de Krasnoiarsk, a Rússia, segons el cens del 2010 tenia 218 habitants. Pertany al districte municipal d'Àban.